# Kamei Masanori
Kamei Masanori est un nom japonais traditionnel ; le nom de famille (ou le nom d'école), Kamei, précède donc le prénom (ou le nom d'artiste).
Kamei Masanori (亀井 政矩, 25 décembre 1590-22 septembre 1619) est un daimyo du début de l'époque d'Edo. Il est à la tête du domaine de Tsuwano. 

## Biographie
Masanori est le fils de Kamei Korenori.
Masanori est d'abord au service de Tokugawa Ieyasu en 1602 et, en 1604, il est nommé un accompagnateur du fils de Ieyasu, Hidetada.
À la mort de son père, Masanori hérite du domaine de Shikano. Il est transféré au domaine de Tsuwano en 1617. Ses descendants continuent de vivre à Tsuwano dans la province d'Iwami.

## Source de la traduction
- (en) Cet article est partiellement ou en totalité issu de l’article de Wikipédia en anglais intitulé « Kamei Masanori » (voir la liste des auteurs).